# X-Men: Dark Phoenix
X-Men: Dark Phoenix és una pel·lícula de superherois estatunidenca de 2019 escrita i dirigida per Simon Kinberg (en el seu debut com a director de llargmetratge). És la dotzena pel·lícula de la franquícia X-Men, i la seqüela de X-Men: Apocalypse. Aquesta pel·lícula segueix per ordre cronològic d'estrena a X-Men: The Beginning (2011) de Matthew Vaughn, X-Men: Days of Future Past (2014) i X-Men: Apocalypse (2016), totes dues de Bryan Singer. És la darrera película de X-Men abans de la seva incorporació a Marvel Studios, a causa de l'adquisició de FOX per part de Disney el març de 2019.
Després que X-Men: Days of Future Past (2014) creés una nova realitat al marge dels esdeveniments de X-Men: The Last Stand (2006), Kinberg va expressar interès per una nova adaptació de "The Dark Phoenix Saga" de Chris Claremont i John Byrne en un futur film que seria més fidel que el seu anterior intent amb The Last Stand, que no va ser ben rebut. La nova adaptació es va confirmar com un seguiment de Apocalypse el 2016. Kinberg va signar per fer el seu debut com a director el juny de 2017, quan la majoria del repartiment havia de tornar des de Apocalypse. El rodatge es va iniciar més tard aquell mes a Mont-real i es va acabar l'octubre de 2017; tot el tercer acte es va resoldre més tard a finals del 2018, després de projeccions de proves pobres. La pel·lícula estava dedicada a la memòria del co-creador dels X-Men Stan Lee, que va morir el 2018.
 Dark Phoenix  es va estrenar als cinemes dels Estats Units el 7 de juny de 2019 per 20th Century Fox. Va ingressar 252 milions de dòlars a tot el món amb un pressupost de 200 milions de dòlars i es va convertir en la quota més baixa de la sèrie. També ha rebut crítiques generalment desfavorables; molts ho van veure com una conclusió decebedora i anticlimàtica per a la sèrie dels X-Men de Fox, tot i que les actuacions del repartiment i la partitura de Hans Zimmer van ser elogiades particularment.

## Sinopsi
El 1975, Jean Grey de vuit anys utilitza la seva telekinesi mentre viatjava en cotxe amb els seus pares per provocar un accident que la deixa òrfana. Poc després, el professor Charles Xavier la porta a la seva escola, on construeix barreres mentals pels seus records i l'ajuda a perfeccionar les seves habilitats psíquiques.
Deu anys després dels esdeveniments relacionats amb l'atac d'Apocalypse, els mutants es van convertir en herois nacionals. El professor Xavier està a la portada de la revista Time. Amb el seu orgull inflat, envia el seu equip a missions cada vegada més perilloses.
És durant una d'elles, a l'espai, que el X-Jet és afectat pels raigs d'una flamarada solar. L'energia desperta una força malvada en Jean Grey.
En una d'elles responen a un senyal de socors del transbordador espacial Endeavour, que està críticament malmès per una energia similar a les flames solars. Mentre que els X-Men salven tots els astronautes, Jean queda encallada i és colpejat per l'energia, però l'absorbeix tota al seu cos per salvar el X-Jet dels X-Men de la destrucció. Jean sobreviu a l'esdeveniment, i els seus poders psíquics es veuen molt amplificats. Al mateix temps, es destrueix el bloqueig mental que Xavier va posar i ataca accidentalment els mutants de l'escola de Xavier. Després viatja a Red Hook, Nova York, la seva ciutat natal després de descobrir que el seu pare encara vivia. Els X-Men intenten portar a Jean a casa, però lesiona Peter Maximoff i mata accidentalment a Raven Darkhölme i a diversos agents de la policia local abans d'enlairar-se.
Jean viatja a l'illa mutant refugiada de Genosha per sol·licitar l'assistència d'Erik Lehnsherr per controlar els seus poders, però és abandonada per Erik després d'afrontar-se en combat amb les forces militars dels Estats Units encarregades de la seva detenció. Jean es troba amb Vuk, la líder d'una raça alienígena canviant per la forma coneguda com el D'Bari, que li explica que ha estat posseïda per una força de poder còsmic que va destruir el seu planeta natal feia anys. El poder havia consumit tots els que havia trobat, abans de Jean. Mentrestant, Hank McCoy, que se sent traït per la manipulació de Xavier a Jean, es va aliar amb Erik i els refugiats mutants per intentar matar a Jean.
En conèixer les intencions d'Erik, els X-Men s'enfronten a ell i a la seva facció a Nova York. Mentre es barallen, Erik aconsegueix infiltrar-se a l'edifici on es troba Jean i enfrontar-se a ella, però es veu superat per les seves noves habilitats. Xavier entra després a l'edifici amb Scott Summers. Jean els ataca fins que Xavier la convenç perquè llegeixi els seus records, permetent que ressorgeixi la seva personalitat. Jean demana a Vuk que prengui el seu poder, però intenta matar-la. Xavier i Scott són capaços d'evitar que Vuk absorbeixi plenament la força de Jean, abans que ambdues faccions mutants, inclòs Jean, siguin capturades per tropes enviades pel govern dels Estats Units i col·locades en un tren dirigit cap a una instal·lació de contenció de mutants.
Xavier admet a un Hank molt ressentit que aquest últim tenia raó en les seves acusacions anteriors de violar la ment de Jean i mentir-la. El tren és atacat per Vuk i les seves forces D'Bari. Quan els soldats es veuen superats per aquests, un d'ells allibera els mutants. Després que els mutants derrotin la majoria dels atacants dels D'Bari, Vuk arriba i es dirigeix cap a Jean, derrotant a cada mutant que intenta detenir-la. Mentrestant, Xavier es confia amb Jean a l'interior de la ment d'ell, la qual cosa permet a la personalitat de Jean controlar la força dins d'ella. Jean salva als mutants dels atacs de Vuk, abans de vaporitzar fàcilment cadascun dels extraterrestres D'Bari que l'ataquen. Vuk torna a intentar drenar a Jean de la força, però Jean porta a Vuk a l'espai exterior i reprèn el poder que la D'Bari havia robat abans, abans de alliberar el seu poder, matant a Vuk. Jean després desapareix quan es desferma tot el seu potencial, alliberant un esclat d'energia en forma de fènix (ocell).
Després de l'incident, l'escola es rebateja amb el nom de Jean Grey i Hank es converteix en el seu nou degà, amb Xavier retirat després de dècades lluitant pels drets mutants. Mentre s'instal·la a París, Xavier es retroba amb Erik i accepta de mala gana jugar una partida d'escacs amb ell. Quan comencen a jugar, al cel hi apareix un fènix flamant.

## Actors
- James McAvoy: Charles Xavier/ Professor X
- Michael Fassbender: Erik Lehnsherr/ Magneto
- Jennifer Lawrence: Raven Darkholme/ Mystique
- Sophie Turner: Jean Grey/ el Fènix
- Jessica Chastain: Vuk/ Margareth Smith
- Tye Sheridan: Scott Summers/ Ciclop
- Nicholas Hoult: Hank McCoy/ la Bèstia
- Alexandra Shipp: Ororo Munroe/ Storm
- Kodi Smit-McPhee: Kurt Wagner/ Nightcrawler
- Evan Peters: Peter Maximoff/ Quicksilver

A més, Ato Essandoh interpreta "Jones", el segon comandant de Vuk. Kota Eberhardt intepreta una Selene Gallio, mentre que Andrew Stehlin interpreta Ariki, un mutant que pot utilitzar les trenes del cabell com a arma; el personatge que es va informar inicialment com a Lotus vermell. Scott Shepherd i Hannah Anderson interpreten respectivament als pares de Jean i Elaine. Brian d'Arcy James apareix com a president dels Estats Units; i Lamar Johnson apareix breument com a Match. Halston Sage interpreta Dazzler a la primera aparició cinematogràfica del personatge. L'escriptor veterà dels X-Men Chris Claremont fa una aparició cameo com a membre de la multitud durant l'escena quan Xavier accepta el seu premi per rescatar la tripulació espacial  Endeavour .
- James McAvoy com Charles Xavier
- Michael Fassbender com Magneto
- Jennifer Lawrence com Mystique
- Sophie Turner interprete de Jean Grey
- Jessica Chastain com Vuk
- Tye Sheridan interprete de Ciclop
- Nicholas Hoult interprete de Bèstia
- Alexandra Shipp interprete de Storm
- Kodi Smit-McPhee com Nightcrawler
- Evan Peters interprete de Quicksilver

## Producció
Després de formar part de la pel·lícula del 2003 X2, l'escriptor Zak Penn va convèncer el director Bryan Singer de no adaptar la història de Marvel Comics The Dark Phoenix Saga per a la pel·lícula, creient que era "massa aviat per entrar en la història de Fènix i que era massa aviat per fer-ho còsmic." El personatge de Jean Grey/Phoenix es va explorar de forma "subtil", amb la intenció que la història completa s'adaptés a la següent pel·lícula. Singer no va dirigir la seva seqüela, X-Men: The Last Stand, que va ser escrita per Penn i Simon Kinberg. Van optar per adaptar The Dark Phoenix Saga només com una de les "narracions paral·leles" de la pel·lícula, amb un executiu a 20th Century Fox suggerint incloure l'arc argumental Gifted (de Astonishing X-Men vol.3 nº1-6) també en aquesta pel·lícula. Aquesta versió de la història no va ser ben rebuda pels fans i els crítics. Kinberg va declarar que ell i Penn no estaven satisfets amb la seva adaptació.
Després que la línia temporal de la franquícia es reiniciés amb la pel·lícula de 2014 X-Men: Days of Future Past, es va observar que es podria fer una nova adaptació de The Dark Phoenix Saga ignorant els esdeveniments de The Last Stand. Kinberg i Singer van manifestar interès per la perspectiva, i van suggerir que la pel·lícula de 2016 X-Men: Apocalypse introduiria elements per a la història. Apocalypse presenta a Sophie Turner com a jove Jean Gray i comença a explorar "quin potencial té". A l'abril de 2016, la seqüela d'Apocalipsi es creia que realment adaptaria The Dark Phoenix Saga. El maig de 2016, Kinberg va dir que la propera pel·lícula de X-Men després d'Apocalipsis estaria ambientada als anys noranta, avançant una dècada, com s'havia fet per a cadascuna de les anteriors poques pel·lícules X-Men. També va assenyalar que Apocalypse  havia introduït versions més joves de diversos personatges. de les pel·lícules dels "X-Men" originals per donar-los una nova història d'origen -incloent Storm, Ciclop, Nightcrawler, i Jean Grey- amb la intenció d'explorar-los després en la seva pròpia línia de pel·lícules. Va afegir que també esperava tornar el repartiment de la trilogia anterior de pel·lícules, incloent James McAvoy com Charles Xavier, Michael Fassbender com Erik Lehnsherr/ Magneto, i Jennifer Lawrence com Raven Darkhölme/ Mystique.
Al juliol, Kinberg va dir que començaria a escriure la propera pel·lícula principal X-Men "realment aviat". Aquell novembre, es deia que Fox estava prement "el botó de restabliment" a la franquícia per la baixa interpretació financera i crítica d'Apocalipsis , amb la reconfiguració de la franquícia i Singer no tornaria a dirigir la següent pel·lícula. Els contractes de McAvoy, Fassbender, Lawrence i Nicholas Hoult de la trilogia anterior havien finalitzat, però Kinberg escrivia amb optimisme el nou guió tenint-los en compte. Es va rumorejar al febrer de 2017 que la següent pel·lícula es titularia X-Men: Supernova, i començaria a rodar-se aquell juny. També al febrer, Turner va confirmar que tornaria per la pel·lícula. Es creia que Kinberg estava interessat a fer el seu debut com a director amb la pel·lícula, i va ser descrit com la millor opció per a la feina per a Fox. L'estudi també buscava negociar nous acords amb Lawrence, Fassbender, McAvoy i Hoult per reincorporar-los. A finals del mes, Kinberg va qualificar les informacions que podria dirigir la pel·lícula com a "prematures", però va afegir que, si hagués de dirigir-la, no se sentiria desconcertat per l'escala de la pel·lícula per la seva experiència escrivint i produint moltes de les altres pel·lícules X-Men. També va reiterar que adaptaria The Dark Phoenix Saga de manera diferent a com ho havia fet per a The Last Stand si tingués una altra oportunitat per fer-ho.

### Rodatge
El rodatge es va realitzar a Montreal del 28 de juny de 2017 al 16 d'octubre de 2017.

### Estrena
El llançament va ser programat originalment per al 31 d'octubre de 2018 a Espanya i el 2 de novembre de 2018 als Estats Units i el Regne Unit. Finalment, el març de 2018, es va anunciar que la pel·lícula seria llançada el 14 de febrer de 2019, substituint el lloc dels New Mutants (ajornat a l'agost).

## Música
Evan Peters va declarar el gener de 2018 que Hans Zimmer componia la partitura de la pel·lícula, tot i que Zimmer va dir el març del 2016 que no faria música per una altra pel·lícula de superherois després de la seva experiència treballant a Batman v Superman: Dawn of Justice. Zimmer després va explicar que va canviar d'opinió en converses amb el director Ron Howard, centrant-se en esperar la història adequada en lloc d'evitar tot un gènere. Quan Kinberg es va acostar a ell en un concert per parlar de la seva visió per a Dark Phoenix, Zimmer es va adonar que la història era la que volia ajudar a explicar, i que la pel·lícula era una oportunitat per a una cosa que sempre havia volgut provar en una partitura de cinema; va decidir unir-se a la producció. Per escriure la partitura de la pel·lícula, Zimmer va escriure nous temes per als X-Men, Magneto i Phoenix, i va optar per ometre temes prèviament establerts escrits pel compositor anterior John Ottman.
El 23 de maig de 2019 es va publicar la cançó "Extraordinary Being" de Emeli Sandé com a banda sonora oficial.
La banda sonora es va publicar digitalment el 7 de juny. El 25 de juliol es va anunciar un segon àlbum, titulat Xperiments from Dark Phoenix, que contenia suites i temes abans inèdits escrits per a la pel·lícula. Originalment previst per a ser llançat com el segon disc d'un conjunt de dos CD, es va presentar una petició dirigida pels fan a Fox Music quan va aparèixer el material que no es llançaria. Zimmer va revelar més tard en una entrevista a Scala Radio que es van escriure més de 16 hores de música per a la pel·lícula i que lluitava per obtenir un segon disc llançat després del fracàs crític i financer de la pel·lícula. L'àlbum es va publicar digitalment el 2 d'agost de 2019.
| 1.            | «Gap»         | 8:07  |
| 2.            | «Dark»        | 4:27  |
| 3.            | «Frameshift»  | 8:15  |
| 4.            | «Amity»       | 5:52  |
| 5.            | «Intimate»    | 10:14 |
| 6.            | «Negative»    | 3:58  |
| 7.            | «Deletion»    | 4:51  |
| 8.            | «Reckless»    | 9:35  |
| 9.            | «Insertion»   | 7:56  |
| 10.           | «Coda»        | 4:40  |
| Durada total: | Durada total: | 67:55 |

| 1.            | «X-HZT»       | 17:27 |
| 2.            | «X-X»         | 5:59  |
| 3.            | «X-LGDP»      | 8:07  |
| 4.            | «X-SI»        | 6:25  |
| 5.            | «X-HD»        | 3:32  |
| 6.            | «X-MP»        | 3:21  |
| 7.            | «X-MT»        | 5:03  |
| 8.            | «X-TX»        | 8:48  |
| 9.            | «X-MDP»       | 9:06  |
| 10.           | «X-F»         | 3:56  |
| 11.           | «X-CH»        | 4:58  |
| 12.           | «X-SS»        | 2:01  |
| Durada total: | Durada total: | 78:43 |